# Fluiter (vogel)
De fluiter (Phylloscopus sibilatrix) zangⓘ is een zangvogel uit de familie Phylloscopidae. De vogel werd in 1793 door de Duitse natuuronderzoeker Johann Matthäus Bechstein geldig beschreven als Motacilla Sibillatrix (Laubvögelchen).

## Kenmerken
De fluiter is 11 tot 12,5 cm lang, dit is iets groter dan de tjiftjaf. Kenmerkend zijn de mosgroene mantel, een duidelijke maar dunne donkergroene oogstreep en daarboven een citroengele wenkbrauwsteep. Ook de keel en de borst zijn geel, met daaronder een zuiver witte borst.

## Nestbouw
Het ovenvormige, onbeklede nest wordt bijna geheel door het vrouwtje gebouwd, goed verborgen in laag struikgewas, rijshout of heide.

## Verspreiding en leefgebied
De fluiter komt tijdens het broedseizoen in grote delen van West-, Noord- en Oost-Europa voor, waaronder in Nederland en België. Hij broedt vooral in hoogopgaand en schaduwrijk, open bos, vaak op hellingen.
Het is een uitgesproken trekvogel die broedt in Europa en in het najaar over de Sahara naar Midden-Afrika trekt om te overwinteren.

## Status
De fluiter heeft een groot verspreidingsgebied en daardoor alleen al is de kans op de status kwetsbaar (voor uitsterven) gering. De grootte van de populatie is in 2015 geschat op 17 tot 28 miljoen broedparen. De aantallen gaan achteruit. Echter, het tempo ligt onder de 30% in tien jaar (minder dan 3,5% per jaar). Om deze redenen staat de fluiter als niet bedreigd op de Rode Lijst van de IUCN.

### In Nederland
In de jaren 1980 nam de fluiter in Nederland toe omdat door veranderd bosbeheer de bossen verouderden. In de jaren 1990 trad plotseling een enorme daling op, waarbij de populatie-aantallen halveerden. Sinds de eeuwwisseling stabiliseert het bestand en neemt het wellicht iets toe. Het aantal broedparen in de periode 2018-2020 is geschat op 1500 tot 2600.

## Afbeeldingen

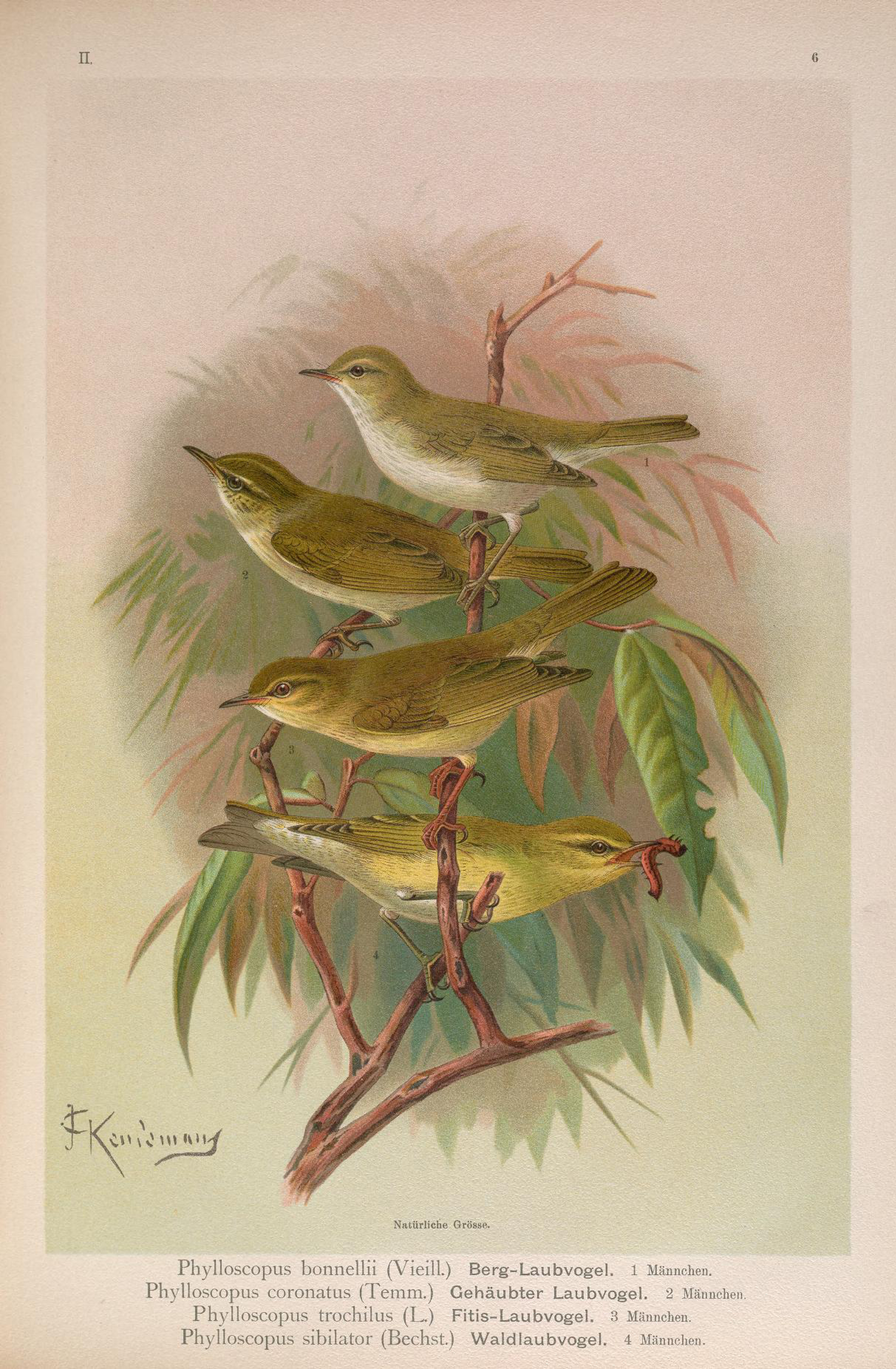
(1897), John Gerrard Keulemans
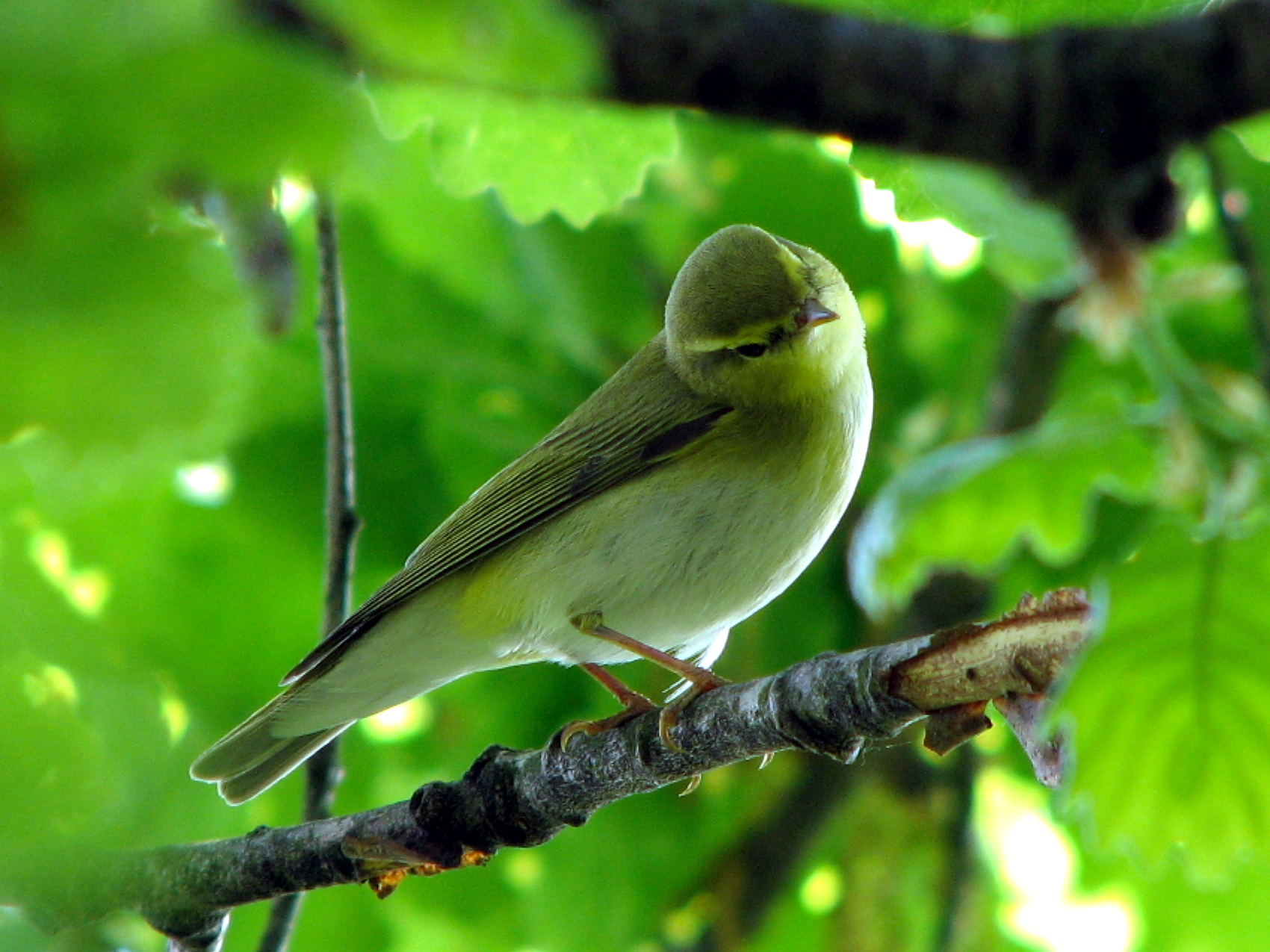
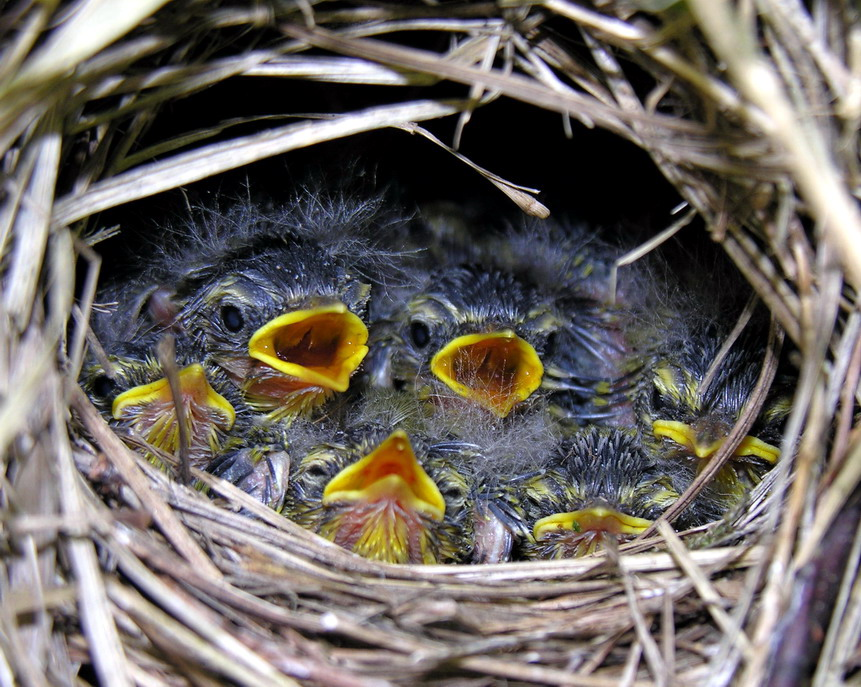
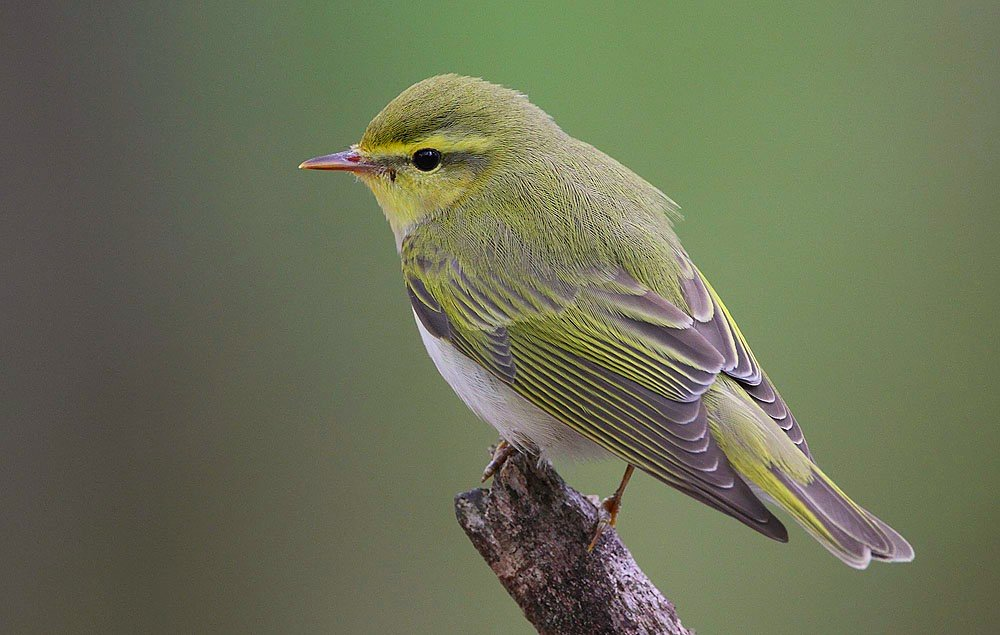

## Video
- Zingende fluiter